# Mustapha Kateb
Pour les articles homonymes, voir Kateb.
Mustapha Kateb, né le 8 juillet 1920 à Souk Ahras, mort le 28 octobre 1989  à Marseille, est un homme de théâtre et un acteur algérien.
Il est le cousin de Kateb Yacine. Sa sœur Zulaikha Kateb a inspiré un sentiment profond à Yacine plus ou moins avoué dans le livre qu'il a écrit : Nedjma.

## Biographie
Mustapha Kateb commence à flirter avec le théâtre radiophonique dès l'âge de 18 ans et, 2 ans plus tard, au début des années 1940, il crée sa propre troupe professionnelle El-Masrah qui deviendra plus tard EI-Masrah EI-Djazairi, une troupe qui se voulait beaucoup plus une école d'art dramatique. C'est dans ces années-là qu'il se rapproche de plus en plus de Mahieddine Bachtarzi. Dans ses mémoires ce dernier rapporte les circonstances de sa rencontre avec ce jeune « meskoun », tel qu'on définissait les mordus du théâtre, qui lui demande, un jour, l'autorisation de venir assister aux répétitions d'une pièce. Il était accompagné de sa sœur Nedjma, précise Bachtarzi, lequel découvrira par la suite que Mustapha était le fils d'un de ses meilleurs amis, Abdelaziz Kateb. Il lui avoue donc qu'il voulait faire du théâtre et débute quelque temps plus tard d'abord dans des émissions radiophoniques puis sur scène, à Médéa, dans un sketch intitulé Tébibcesquoli (le médecin sicilien). C'est avec Bachtarzi et d'autres acteurs qui en étaient à leurs débuts, tels que Sissani, Habib Réda, Abderrahmane Aziz, Mohamed Touri, que Mustapha donnera un nouveau souffle au théâtre algérien.
L'aventure continue jusqu'en 1958, date à laquelle est constituée la troupe du FLN qui allait, jusqu'à l'indépendance montrer, selon les propres termes de Mustapha Kateb, que le peuple algérien, malgré les épreuves et les peines, savait encore apprécier la valeur de l'art, de la musique et les douceurs de la vie.
En 1963, il devient, pour 10 ans, le 1er directeur du Théâtre national algérien (TNA). C'est la période prolifique. Il monte, entre autres, 11 pièces dont Hassen Terro de Rouiched, Anbaca de Réda Houhou, EI-Khalidoun d'Abdelhalim Rais, ainsi que les deux œuvres de Kateb Yacine: Le Cadavre encerclé et l'Homme aux sandales de caoutchouc. On considère que sa plus grande réalisation sur le terrain théâtral est la création, en 1965, de l'Institut national d'art dramatique et chorégraphique (INADC) de Bordj el Kiffan dont la section « Art dramatique » a formé jusqu'en 1974, date de la fermeture de cette structure, une quarantaine de comédiens et comédiennes qui, par la suite, ont permis au TNA de connaître une autre période faste de son existence.
En 1972, Mustapha Kateb, farouchement opposé à la décentralisation des théâtres qu'il estime trop précoce, claque la porte du TNA. Il va occuper le poste de conseiller technique chargé de l'animation culturelle auprès du ministre de l'Enseignement supérieur. Son retour au Square Port-Saïd en août 1988 ne va pas sans soulever des vagues. Les choses ont en effet beaucoup changé depuis 1972 et certains contestent le come-back du « seigneur », tel que le qualifient certains pour fustiger son côté « autoritaire », toujours est-il que, lors de ce court passage, il laissa le soin à Allel EI-Mouhib, un ancien compagnon, de monter La maison de Bernarda Alba et monte lui-même Bayaa rassou fi Kartassou, deux pièces qui ne connaissent pas un grand succès populaire. Mustapha Kateb est également connu pour les différents rôles qu'il interprétés tant à la télévision qu'au cinéma. Il a tenu son dernier rôle dans le dernier film de Rouiched, Hassan Niya, réalisé par Ghaouti Bendedouche. Il a réalisé un téléfilm intitulé EI-Ghoula en 1972. Il meurt le 28 octobre 1989 à Marseille des suites d'une leucémie, le même jour que son cousin Kateb Yacine.

## Décorations
- Athir de l'ordre du Mérite national d'Algérie.

## Filmographie
- 1966: Le Vent des Aurès de Mohammed Lakhdar-Hamina
- 1971: L'Opium et le Bâton d'Ahmed Rachedi
- 1972: Décembre de Mohammed Lakhdar-Hamina
- 1989: Hassan Niya de Ghaouti Bendeddouche

### Télévision
- 1965: La nuit a peur du soleil de Mustapha Badie (Mini-série)

### Réalisateur
- 1972: El ghoula